# Grand Hotel (film fra 1932)
 For alternative betydninger, se Grand Hotel. (Se også artikler, som begynder med Grand Hotel)
Grand Hotel er en Oscarbelønnet amerikansk dramafilm fra 1932 instrueret af Edmund Goulding. Hovedrollerne spilles af Greta Garbo, John Barrymore, Joan Crawford, Wallace Beery og Lionel Barrymore. Grand Hotel er et romantisk drama som udspiller sig på et luksushotel i Tyskland, og er baseret på et skuespil fra 1930 skrevet af William A. Drake og Béla Balázs. Dette skuespil var baseret på Vicki Baums roman Menschen im Hotel fra 1929. Filmen ble i 1933 belønnet med en Oscar for bedste film.
I 1945 lavede MGM en nyindspilning kaldet Weekend på Waldorf, og i 1959 kom en fransk-tysk nyindspilning med titlen Menschen im Hotel. I 1958 kom en mislykket sceneversion kaldet At the Grand og i 1989 kom en sucsessfuld sceneversion kaldet Grand Hotel: The Musical.

## Handling
Flere personer, som er mere eller mindre mislykkede eller på kant med loven, mødes tilfældigt på det luksuriøse Grand Hotel i Berlin. Blandt dem den russiske ballerina Grusinskaya som ønsker sig tilbage til den tid, da hun var en succesfuld balletdanser, og Baron Gaigern som har sløset sin formue væk og som nu brødføder sig som juveltyv. Grusinskaya bliver forelsket i baronen efter at hun tager ham på fersk gerning, mens han er i færd med at stjæle hendes juveler. Den døende regnskabsfører Kringelein, hans chef direktør Preysing og dennes sekretær bor også på hotellet. Alle disse bliver efterhånden involveret med hinanden – med tragisk udfald for nogen.